# Haploclastus tenebrosus
Haploclastus tenebrosus là một loài nhện trong họ Theraphosidae.
Loài này thuộc chi Haploclastus. Haploclastus tenebrosus được Frederick Henry Gravely miêu tả năm 1935.